# The Hearse
The Hearse és una pel·lícula de terror sobrenatural estatunidenca del 1980 dirigida per George Bowers i protagonitzada per Trish Van Devere i Joseph Cotten. Segueix una mestra d'escola de San Francisco que es trasllada a un petit poble del nord de Califòrnia per passar l'estiu a una casa que va heretar de la seva tia difunta, només per descobrir el passat de la seva tia com a adoradora del diable, que sembla desencadenar una sèrie d'esdeveniments sobrenaturals.

## Argument
Jane Hardy, una mestra d'escola a San Francisco, pateix una crisi nerviosa després d'un divorci i la mort simultània de la seva mare. Per recuperar-se emocionalment, decideix passar l'estiu a la ciutat rural de Blackford en una casa que li va deixar la seva difunta tia, la Rebecca. En arribar, Walter Pritchard, un advocat local, li dona les claus de la casa afirmant afirma que la mare de Jane va prometre una vegada que li donaria la propietat. Poc després d'haver-se mudat, la Jane comença a experimentar fets sobrenaturals, com ara presenciar les aparicions de la seva tia Rebecca i un cotxe fúnebre negre fantasmal conduït per un home misteriós que s'enfila a l'entrada abans de desaparèixer. A més, està inquieta per les reaccions de passiu-agressiu dels habitants a la seva presència a la ciutat, inclosa la de Pritchard, que deliberadament no té pressa per posar la casa al seu nom.
Jane contracta en Paul, el fill del propietari de la ferreteria local, perquè l'ajudi a reparar la casa. La Jane troba un maleter a l'àtic ple de records personals de la seva tia, inclòs un diari en què va escriure sobre la seva vida com a dona d'un ministra. A última hora de la nit, la Jane xoca amb el seu cotxe de camí a casa, i Tom Sullivan, un home misteriós però amable que passa per aquí en un cotxe negre d'època, l'acompanya. Tom paga una grúa per a la Jane i torna la nit següent amb el seu cotxe. Jane accepta la seva invitació per anar en barca a un llac proper.
Més tard aquella nit, Jane descobreix més detalls del diari de la seva tia Rebecca que revelen que Rebecca va ser adoctrinada pel seu xicot Robert, que era un adorador del diable, i la va convèncer d'unir-se a ell en un pacte amb Satanàs. Poc després, la Jane té un malson viu en què el cotxe fúnebre l'enduu mentre la seva tia mira des de la casa, i la Jane observa el seu propi funeral. L'estabilitat mental de la Jane es veu encara més desafiada per altres estranys esdeveniments a la llar, inclosos els sons del que creu que són persones que s'introdueixen a la nit. Més tard veu una dona d'un dels seus malsons a l'església local, però el reverend Winston calma les seves pors.
Una vegada que la casa és finalment donada a la Jane, Pritchard confirma a Jane que la seva tia Rebecca adorava Satanàs, i que després de la seva mort, el cotxe fúnebre que portava el seu cos es va estavellar a la carretera propera; el conductor del cotxe fúnebre, juntament amb el cos de la Rebecca i el seu taüt, van desaparèixer inexplicablement. Des d'aquest esdeveniment, els habitants han estat embruixats per la imatge del cotxe fúnebre. Mentrestant, la Jane continua el seu romanç amb Tom, i després d'una cita, el convida a casa seva, on tenen relacions sexuals. El romanç de Jane amb Tom molesta en Paul, que expressa que ell també se sent atret per ella.
Una nit, després que Tom no arriba a una cita, Pritchard borratxo comença a destrossar la casa, fent que Jane fugi terroritzada. Paul arriba poc després per deixar flors a la Jane, només per ser atacat per un agressor invisible. Mentrestant, la Jane arriba a la casa de Tom, però la troba inexplicablement abandonada i ruïnosa; troba una foto antiga emmarcada d'una jove Rebecca amb Tom. Darrere de la casa, la Jane troba una làpida amb la inscripció "Robert Thomas Sullivan". Aterrada, la Jane torna a casa seva per empaquetar les seves pertinences, amb la intenció de marxar. Al bany, troba el cadàver de Pritchard penjat a la dutxa, juntament amb el cos de Paul. Jane s'enfronta a Tom, que li professa el seu amor i explica que la Rebecca era "massa feble" i no va complir el seu pacte amb Satanàs. Prometent a Jane la vida eterna, Tom comença a fer-li un encanteri, però és interromput pel reverend Winston, que comença un exorcisme per salvar la Jane. Ella fuig al seu cotxe, seguida de Tom conduint el cotxe fúnebre. La persecució acaba en una col·lisió que fa que el cotxe fúnebre caigui d'un penya-segat i exploti.
De tornada a casa, una aparició de la Rebecca apareix a la finestra mentre la casa s'enfosqueix.

## Repartiment
- Trish Van Devere - Jane Hardy
- Joseph Cotten - Walter Pritchard
- David Gautreaux - Tom Sullivan
- Donald Hotton - Reverend Winston
- Med Flory - Sheriff Denton
- Donald Petrie - Luke
- Christopher McDonald - Pete
- Perry Lang - Paul Gordon
- Fred Franklyn - Mr. Gordon
- Al Hansen - Bo Rehnquist
- Dominic Barto - El conductor
- Nicholas Shields - Dr. Greenwalt
- Chuck Mitchell - Counterman
- Allison Balson - Alice
- Jim Gatherum - Boy #1
- Victoria Eubank - Lois
- Tanya Bowers - Schoolgirl
- Dennis Quaid - Repairman (uncredited)

## Producció
La fotografia principal va tenir lloc a San Francisco i Bradbury (Califòrnia), a partir del 29 d'octubre de 1979. El rodatge es va acabar el gener de 1980.
A la pel·lícula es van utilitzar dos autocars funeraris Packard de 1952, convertits per Henney Motor Company. Un d'ells figura de manera destacada al pòster de la pel·lícula.

## Estrena
The Hearse es va estrenar a la ciutat de Nova York el 6 de juny de 1980 i es va estrenar a Los Angeles el 12 de setembre d'aquell any.

### Resposta crítica
Roger Ebert del Chicago Sun-Times va escriure: "The Hearse es qualifica com la venda de garatge de pel·lícules de terror d'aquest estiu. Conté tots els millors tòpics dels últims i més reeixides pel·lícules de terror (especialment [The] Amityville [Horror] i fins i tot The Changeling, que va sortir l'abril passat i va protagonitzar Van Devere, el seu marit George C. Scott i, per descomptat, els obligatoris cops de portes i els instruments musicals que toquen sols)."
Janet Maslin de The New York Times va dir, "The Hearse va ser dirigida per George Bowers, i es va rodar d'una manera molt estilitzada o sense el benefici d'un exposímetre: moltes de les escenes a l'aire lliure de la pel·lícula presenten cels blaus brillants i actors amb cares fosques i fosques. Pel que fa a l'horror, el Sr. Bowers fa que la seva pel·lícula sigui una mica espantosa i també bastant desagradable. Ningú porta una destral a la front, però, com ho fa un dels actors a Divendres 13. No és bo saber-ho?"

### Mitjans domèstics
Rhino Entertainment va estrenar The Hearse en DVD el 12 de febrer de 2002.El maig de 2017, Vinegar Syndrome va estrenar la pel·lícula en un paquet combinat Blu-ray/DVD que inclou una exploració recentment restaurada en 2K dels elements originals de la pel·lícula.